# 3D生物列印

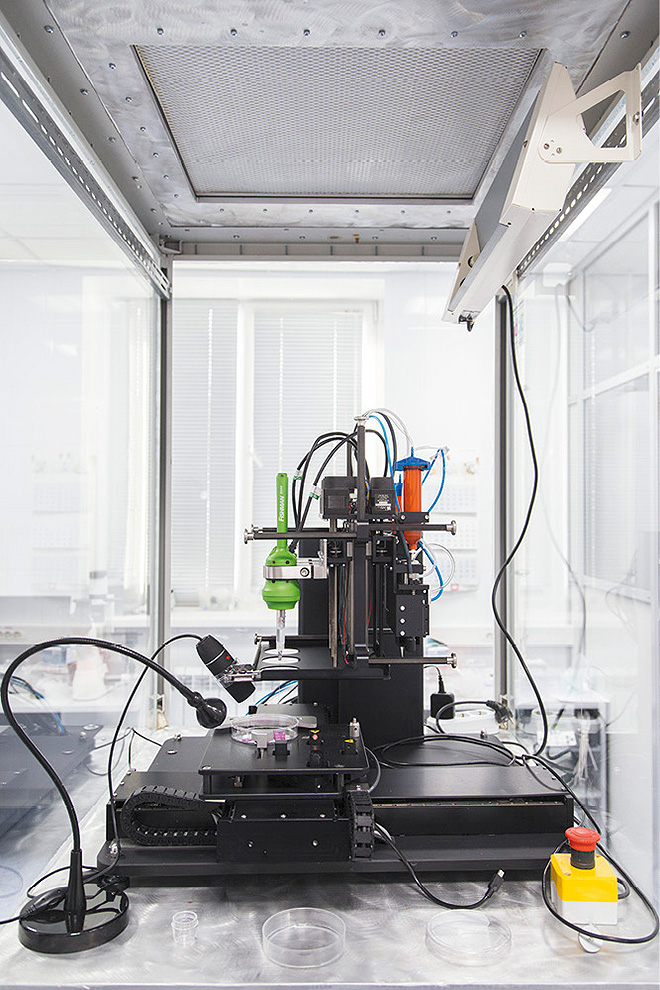
3D生物列印機

3D 生物列印是藉由3D生物列印機，製造出細胞支架，再將細胞種入支架中，使細胞得以生長的技術。:13D 生物列印運用層積製造法，利用生物墨水，製造出仿效活組織的細胞支架，在醫療以及組織工程領域有極大應用。 生物列印使用了許多不同的材料。目前生物列印可以用於列印用於藥物試驗的組織和器官。 此外，3D 生物列印也能製作細胞支架。 这些支架可以應用在關節軟骨或韌帶再生技術。 第一個與生物列印相關的專利，是2003年於美國提出申請，並在2006年5月30日獲得核准。:1

## 过程
3D 生物列印一般有以下三步驟：生物列印前、生物列印中、生物列印後。

### 生物列印前
生物列印前，需要先計畫細胞支架的結構並選擇列印中會使用到的材質。
開始列印前，要先取得患者器官的組織檢體和醫學影像。 使用電腦斷層和核磁共振取得患者的醫學影像，是最常見的方法。取得影像後，利用軟體將平面的醫學影像重建出立體結構，並分離出預計要培養的細胞並加以增量後，便完成列印前的準備。这些细胞將和液態的特殊生物材質，在細胞混合器中混合。這種特殊生物材質能提供，細胞生存所需的氧氣與其他營養物質。在某些特殊情況，细胞甚至會被放入直徑500微米的小球中，被保護起來。混入液體凝膠中的细胞並不需要細胞支架即可生存。這些細胞和營養基質的混合物將被放入管狀的容器中，在列印的過程被擠壓出來，以形成組織的形狀。

### 生物列印中
生物列印第二步驟，將應用到生物墨水。生物墨水指的就是細胞與維生物質混合的液體基質，在第二步驟中，生物墨水將被放在生物列印機的墨水匣中，依照患者的醫學影像資料，依序列印。 生物列印所製造出來的初始組織物，將被送入細胞培養器中，慢慢地將充滿細胞的初始組織培育成真正的組織。
生物列印常常會需要將細胞平均散佈到生物相容的支架上，這些生物相容的支架由積層製造法製造而成，最終形成了立體的組織似的架構。 生物列印所製造的人工肝臟與人工腎臟，目前仍舊缺乏像是血管或是腎小管等的功能性單位，而且非常難以培育成多細胞的完整器官。